# Fantastic Fest
Il Fantastic Fest è un festival cinematografico di genere che si svolge annualmente ad Austin negli Stati Uniti.

## Storia
Il festival è stato fondato nel 2005 dal produttore cinematografico Tim League ed è specializzato nella proiezione di film horror, fantasy, fantascienza ed azione provenienti da tutto il mondo.
Il festival si svolge prevalentemente nel mese di settembre e una sua peculiarità è il fatto che ospita delle "proiezioni segrete" nelle quali il pubblico ignora il film che sarà proiettato. La tradizione delle proiezioni segrete risale al 2007 quando nella serata di chiusura si tenne senza preavviso la prima mondiale de Il petroliere, con tanto di apparizione inaspettata del regista Paul Thomas Anderson.

## Accoglienza
Nel 2023 Tim Molloy, della rivista MovieMaker, ha indicato il festival come "uno dei 25 festival più alla moda al mondo".